# Nine Stones Close (monument)
Ne doit pas être confondu avec Nine Stones Close.
Grey Ladies
Nine Stones Close (le « Clos des Neuf Pierres »), également connu sous le nom de Grey Ladies (« Les Dames Grises »), est un cercle de pierres situé sur Harthill Moor (en), « lande de Harthill », comté du Derbyshire, des Midlands anglais. Il s'inscrit dans une tradition de construction de cercles de pierres qui s'est répandue dans une grande partie de la Grande-Bretagne, de l'Irlande et de la Bretagne au cours du Néolithique tardif et de l'Âge du Bronze ancien, entre 3300 et 900 avant notre ère. La fonction de ce monument est inconnue.
Nine Stones Close mesurait à l'origine 13,7 mètres de diamètre. Au milieu du XIXe siècle, son cercle comptait sept pierres, mais au début du XXIe siècle, ce nombre était tombé à quatre. Deux marques de cupules et d'anneaux, une forme d'art rupestre, sont visibles sur l'une des pierres restantes. Auparavant, un tumulus de terre se trouvait peut-être à l'intérieur de l'anneau, comme le suggère une légère élévation observée au milieu du XIXe siècle. Il est possible que l'anneau ait été délibérément positionné pour permettre la vue sur le rocher de grès voisin, le Robin Hood's Stride (« Marche de Robin des Bois »), et qu'un bloc de grès, décoré de cupules, fasse également référence au cercle.
Au cours des XVIIIe et XIXe siècles, le monument a attiré l'attention des antiquaires Hayman Rooke (en) et Thomas Bateman. En 1877, William Greenwell (en) et Llewellyn Jewitt ont fouillé le site, et, à la fin des années 1930, la Derbyshire Archaeological Society a remis debout deux des orthostates.

## Localisation
Nine Stones Close se trouve sur Harthill Moor (en) (lande de Harthill), dans le Derbyshire. Elle se trouve à 2,5 km au sud-est de Youlgreave. À moins de 400 m au sud-sud-ouest du cercle de pierres se trouve Robin Hood's Stride (en) (« Marche de Robin des Bois »), un rocher naturel de grès. Harthill Moor possède également une série d'autres caractéristiques archéologiques, notamment des tumulus et des enclos d'habitat de l'âge du Bronze.

## Contexte
Si la transition du Néolithique ancien au Néolithique récent, aux IVe et IIIe millénaires avant notre ère, a été marquée par une grande continuité économique et technologique, le style des monuments érigés a considérablement évolué, notamment dans ce qui constitue aujourd'hui le sud et l'est de l'Angleterre.
Vers 3000 avant notre ère, les tumulus longs, les enclos à chaussées et les cursus, qui prédominaient au Néolithique ancien, ont été abandonnés et remplacés par des monuments circulaires de divers types. Ceux-ci incluent des henges en terre, des cercles de bois et des cercles de pierres. Des cercles de pierres existent dans la plupart des régions de Grande-Bretagne où la pierre est disponible, à l'exception du coin sud-est du pays. Ils sont plus densément concentrés dans le sud-ouest de la Grande-Bretagne et sur la corne nord-est de l'Écosse, près d'Aberdeen. La tradition de leur construction pourrait avoir duré 2 400 ans, de 3300 à 900 av. J.-C., la phase principale de construction ayant eu lieu entre 3000 et 1300 av. J.-C..

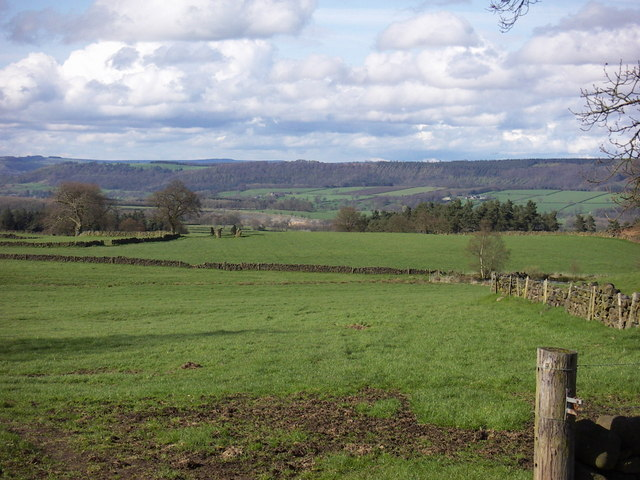
Nine Stones Close dans son contexte paysager actuel.

Ces cercles de pierres présentent généralement très peu de traces de présence humaine durant la période suivant immédiatement leur création. L'historien Ronald Hutton a noté que cela suggère qu'il ne s'agissait pas de sites utilisés pour des rituels ayant laissé des traces archéologiques visibles, mais qu'ils auraient pu être délibérément laissés comme des « monuments silencieux et vides ». L'archéologue Mike Parker Pearson soutient qu'au Néolithique britannique, la pierre était associée aux morts et le bois aux vivants. D'autres archéologues ont suggéré que les pierres ne représenteraient pas des ancêtres, mais plutôt des entités surnaturelles, telles que des divinités.
Dans l'est de la Grande-Bretagne, y compris dans les Midlands de l'Est, les cercles de pierres sont beaucoup moins courants que dans l'ouest de l'île, peut-être en raison de la rareté générale des pierres naturelles présentes ici. Il existe de nombreuses preuves de cercles de bois et de henges en terre à l'est, ce qui suggère que ceux-ci pourraient avoir été plus courants que leurs homologues en pierre. Dans la région du Derbyshire moderne, il n'est connu que cinq ou six cercles de pierres, bien que les vestiges de nombreux cairns annulaires, un style différent de monument préhistorique, soient également courants et puissent ressembler beaucoup aux anneaux de pierre. Stylistiquement, ceux trouvés dans ce comté sont similaires à ceux trouvés dans le Yorkshire. Dans le Peak District, neuf était souvent privilégié comme nombre de pierres utilisées dans un cercle, comme le suggèrent des noms comme Nine Stones Close et Nine Ladies (en). Les seuls grands cercles de pierres Peak District sont Arbor Low et The Bull Ring (en), deux monuments combinant un cercle de pierres et un henge en terre, situés sur les couches de grès. Plusieurs plus petits cercles de pierres, dont Doll Tor (en) et Nine Stones Close, se trouvent près de la bordure calcaire.

## Conception, construction et utilisation

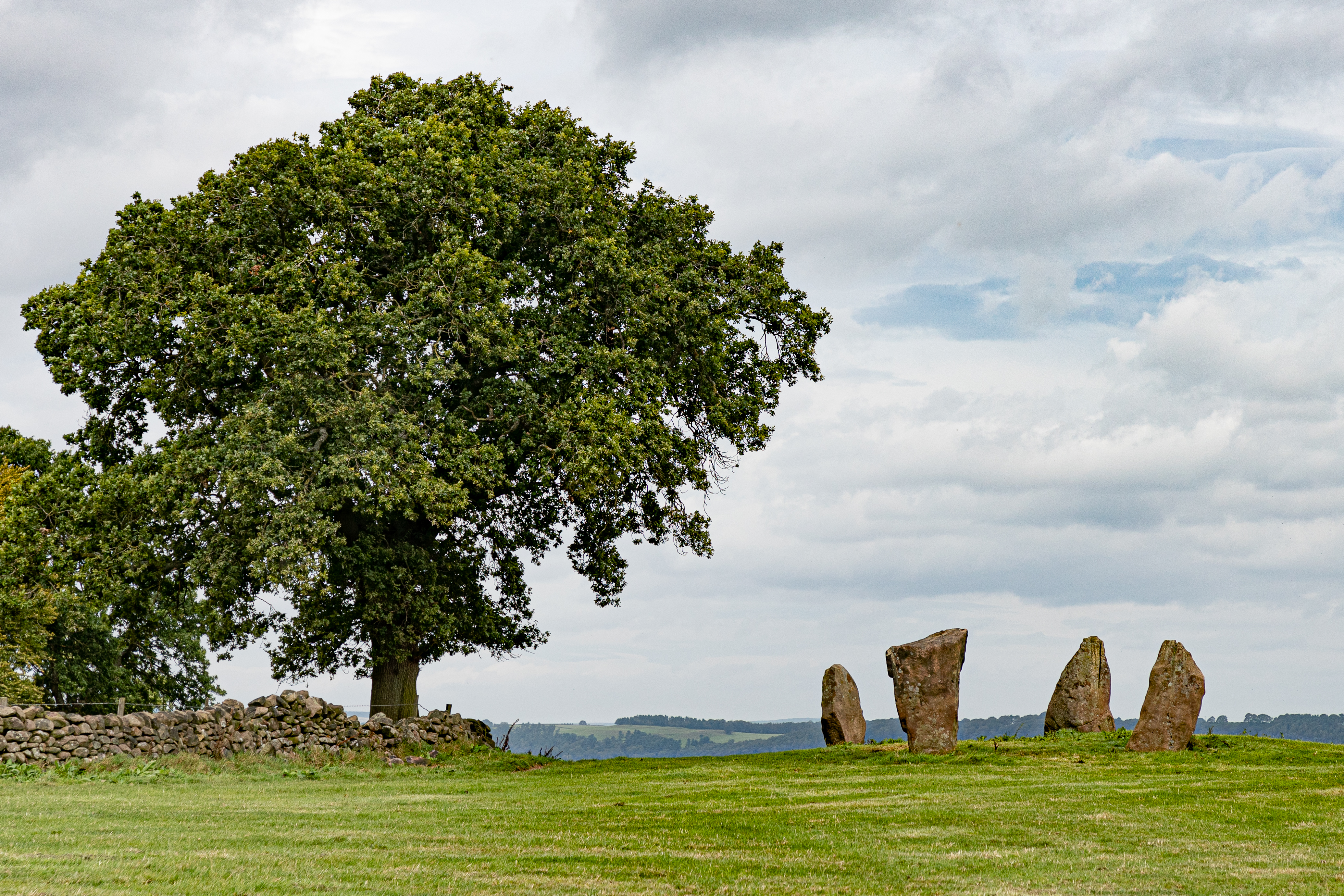
Le monument montrant les quatre pierres restantes.

Le cercle mesurait autrefois 13,7 m de diamètre. En 1847, sept pierres étaient répertoriées comme faisant partie du cercle, bien qu'au début du XXIe siècle, il n'en restait plus que quatre,. Ces pierres comptent parmi les plus grandes découvertes dans un cercle de pierres du Derbyshire. Les archéologues Graeme Guilbert, Daryl Garton et David Walters les ont décrites comme un « groupe imposant », tandis que Burl a qualifié le monument de « site impressionnant ». L'une des pierres a été retirée au XVIIIe siècle et sert désormais de poteau de porte surdimensionné à proximité. Une autre pierre allongée et prostrée repose dans un champ à 230 m au nord-ouest.
Les pierres du cercle mesurent entre 1,2 et 2,1 m de haut, la plus haute se trouvant du côté sud de l'anneau. Deux des pierres dressées restantes sont maintenant posées sur des socles en béton. Deux autres présentent des cannelures (en) à leur sommet, causées par une érosion prolongée, bien que l'on ignore si cela s'est produit avant leur inclusion dans le cercle. L'orthostate le plus au sud du cercle contient deux sculptures rupestres altérées du Néolithique et de l'Âge du Bronze en Grande-Bretagne sur sa face sud. On ignore si ces coupelles ont été gravées dans la roche avant ou après son intégration au cercle de pierres.
La datation précise de Nine Stones Close est inconnue. La grande taille des pierres utilisées, contrairement à celles d'autres cercles de pierres du Derbyshire, a laissé penser qu'il pourrait être antérieur aux autres, ayant été créé au Néolithique. Des fouilles menées en 1847, 1877 et 1939 ont permis de découvrir des silex et tessons de poterie datant de l'âge du bronze.
Au milieu de l'été, on peut observer, depuis le cercle de pierres, la lune australe principale se coucher entre les deux rochers de la « Marche de Robin des Bois », située à proximité. Burl a suggéré que cet alignement pourrait avoir motivé le placement délibéré du cercle. Il est également possible que la forme particulière de la Marche de Robin des Bois soit elle-même due à une altération humaine de ce site naturel. Un rocher de grès se trouve à 130 m au nord/nord-est de Nine Stones Close contient une rangée de trois marques de coupe sculptées, dont l'une est partiellement entourée d'un anneau. Il s'agit d'un exemple de style d'art rupestre à coupelles et anneaux, généralement considéré comme datant du Néolithique ou du début de l'âge du bronze. La signification de cet art rupestre, comme ailleurs en Grande-Bretagne, n'est pas claire. Harthill Moor abritait également divers tumulus, ou monticules de terre, dont certains vestiges sont encore visibles au début du XXIe siècle. Une gamme d'artefacts préhistoriques, notamment des récipients alimentaires, des haches en pierre, une masse d'armes, un marteau-hache et une hache plate en bronze, ont été découverts, souvent par hasard, sur Harthill Moor.

## Histoire moderne

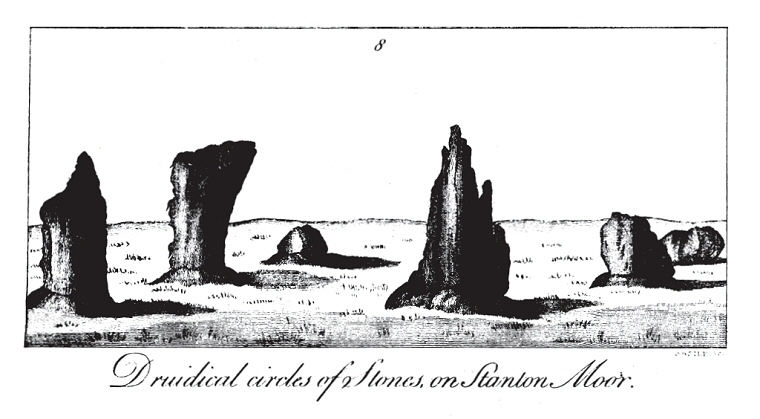
Illustration de l'enclos des Neuf Pierres par Hayman Rooke, publiée en 1782.

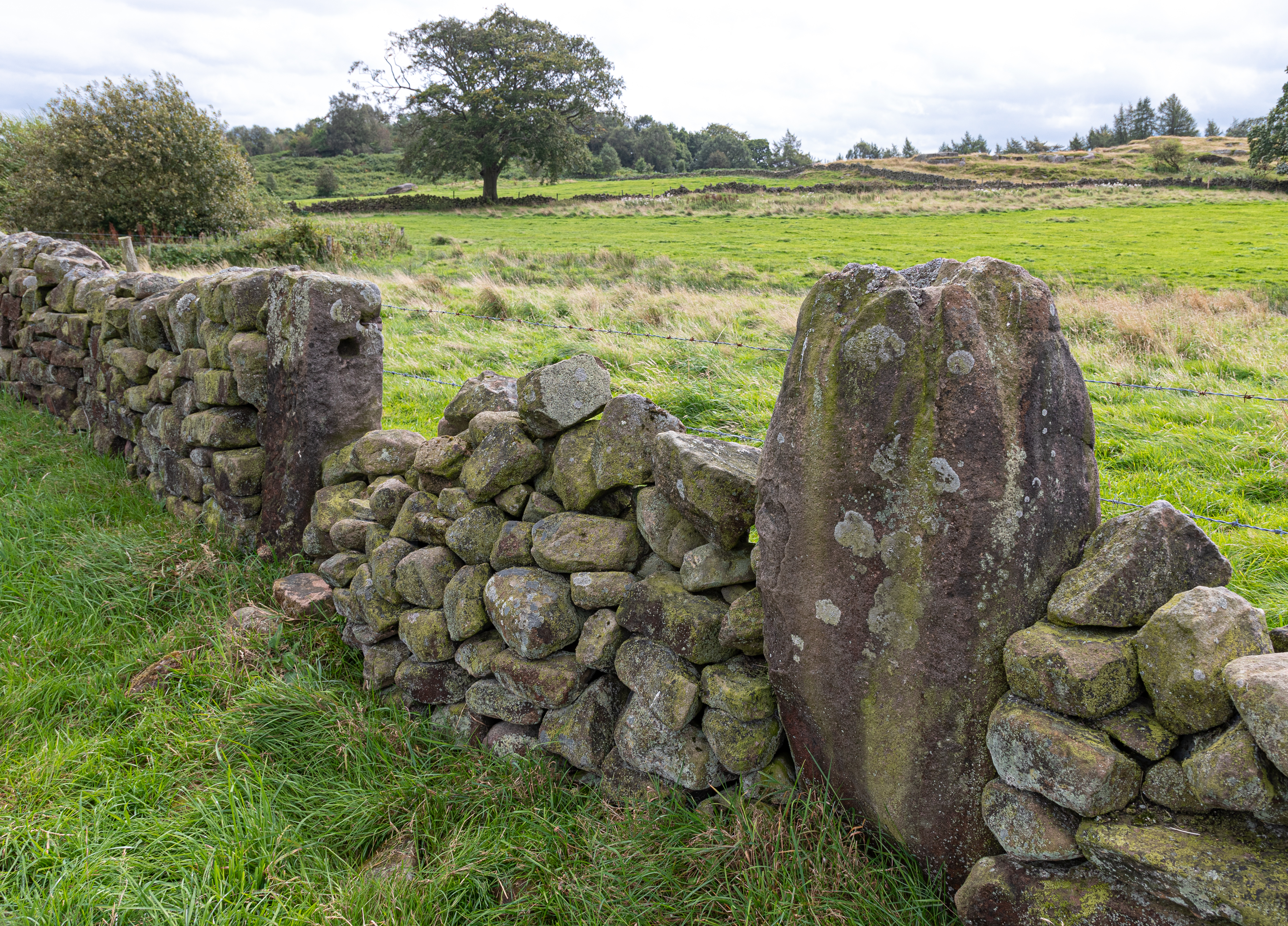
Removed upright in field gate

L'antiquaire Hayman Rooke a noté l'existence de l'enclos des Neuf Pierres, qu'il a qualifié de « temple druidique », dans un article de 1782 sur le patrimoine de Stanton et des landes de Harthill, publié dans la revue Archaeologia. À cette époque, il pu observer six pierres dans l'anneau. L'idée selon laquelle les monuments préhistoriques de Grande-Bretagne avaient été construits par les druides, spécialistes des rituels présents dans certaines régions de l'Europe occidentale de l'âge du fer, avait suscité un large soutien parmi les antiquaires au cours des XVIIe et XVIIIe siècles, et adoptée par des auteurs influents tels que John Aubrey et William Stukeley.
Cette idée fut reprise par l'antiquaire Thomas Bateman dans son ouvrage de 1848 « Vestiges of the Antiquities of Derbyshire », où il qualifiait Nine-stone Close de « petit cirque druidique ». Bateman a observé sept pierres dans le cercle et une légère élévation au centre, « de manière à apparaitre comme un tumulus bas », suggérant la possibilité que ce lieu ait autrefois servi comme sépultures. Bateman a également remarqué la présence de deux monolithes dressés à environ 80 m au sud du cercle de pierres. En 1847, Bateman avait creusé sur le site et découvert « plusieurs fragments de poterie imparfaitement cuite, accompagnés de silex, à l'état naturel et calciné ».
En 1877, William Greenwell et Llewellyn Jewitt ont fouillé le site. Leurs tranchées étaient situées à la base de la deuxième pierre la plus haute et au centre du cercle, mais n'ont fait aucune nouvelle découverte. Le cercle a été ultérieurement mentionné, mais sans son nom, dans la contribution de J. Ward sur « Early Man » dans le volume Victoria County History consacré au Derbyshire, publié en 1905. Ward le décrit comme possédant « six pierres dressées de grande taille ».
En 1936, l'une des pierres du cercle s'étant effondrée, la Derbyshire Archaeological Society décide de la réériger ainsi qu'une autre qu'elle pense être restée en grande partie couchée pendant des siècles. Pour ce projet, elle se tourne vers Alexander Keiller, connu pour ses travaux sur le cercle de pierres d'Avebury dans le Wiltshire. Les deux pierres tombées sont posées sur des socles en béton afin de les maintenir debout.

## Folklore
Le site est également appelé "Grey Ladies" « les dames grises ». Burl a noté que, selon le folklore, ces pierres étaient censées danser à minuit et à midi. En 1947, Heathcote a suggéré qu'il ne s'agissait pas d'un exemple de folklore issu de la culture orale de la communauté locale, mais plutôt d'une invention des « premiers rédacteurs de guides ».
On ne sait pas s'il y avait à l'origine neuf pierres. Une théorie avance que neuf serait une déformation de « midi », qui serait l'heure à laquelle, selon le folklore local, les fées se rassemblaient sur le site pour danser.